# Franjevački samostan Svete Marije u Polju
Franjevački samostan i crkva Svete Marije u Polju ( u "Svetoj Mariji kod Bijeljine") bio rimokatolički samostan kod Bijeljine. Pripadao je franjevcima.
Prvi ga put spominje popis kustodija bosanske vikarije od Bartula Pizanskog, nastao prije 1378. godine, među osam samostana u mačvanskoj kustodiji. Popis istih kustodija iz 1514. godine, što je neposredno pred turskim osvajanjem, spominje opet samostan „S. Mariae Campaniae“ tj. „S. Mariae Campo“ kod Bijeljine (Biblina). Dominik Mandić ga locira kod Bijeljine, Krunoslav Draganović se slaže s Mandićem ali u svom zemljovidu ne ucrtava dva bijeljinska samostana. Čini se da je samostan u Polju nadživio bijeljinski koji je vjerojatno nestao u akindžijskim provalama i haranjima. Prvi osmanski popisi ne spominju samostan sv. Marije, ni u sumarnom defteru iz 1533. godine, niti u detaljnom defteru iz 1548. godine. Trag postojanja je u susjednoj, korajskoj nahiji. Osmanski popis zvorničkog sandžaka iz 1548. godine spominje selo Bili Potok koje danas ne postoji, a onda je bilo u sastavu timara Murata, hatiba i imama u tvrđavi Srebreniku jedno selište (mezra) u korajskoj nahiji na kojem se nalazila „crkva Sv. Marije“, popis navodi da objektom raspolažu vjernici i svećenici te porez koji plaćaju. Danas postoji potok Bijela ili Bijela Rijeka čije korito je istočno od samog Koraja s njegove istočne strane. Sasvim je izvjesno da je u dolini tog potoka kod Koraja postojalo selo Bili Potok, u čijoj se blizini nalazila crkva, odnosno samostan „Sv. Marije“. Lokaciju samostana ukazuju nazivi sela sjeveroistočno od Bijeljine: Popovi (tur. i "Zvonaš selište"), Dvorovi i Petrovo Polje, koji odudaraju od drugih sela ove nahije koja se i u turskim popisima zovu narodnim imenima. Turska imena "popovi" i "zvonaš" indiciraju na prisutnost kršćanskih svećenika i na nekadašnje postojanje "zvonika" tj. crkve.